# Shravasti (huyện)
Huyện Shravasti là một huyện thuộc bang Uttar Pradesh, Ấn Độ. Thủ phủ huyện Shravasti đóng ở Shravasti. Huyện Shravasti có diện tích 1126 ki lô mét vuông. Đến thời điểm năm 2001, huyện Shravasti có dân số 1175428 người.